# Mutsu Kokubun-ji Yakushidō
Le Mutsu Kokubun-ji (陸奥国分寺) à Sendai est un temple provincial de l'ancienne province de Mutsu au Japon. Le Yakushi-dō (薬師堂) ultérieur est un bien culturel important du Japon.

## Histoire
Le Shoku Nihongi rapporte qu'en 741, alors que le pays se relève d'une épidémie de variole, l'empereur Shōmu ordonne la création d'un monastère et d'un couvent dans chacune des provinces du Japon, les kokubunji (国分寺) (temples provinciaux),. Le complexe, détruit en 1189, est reconstruit en 1607 par Date Masamune avec un bâtiment Yakushi,,. En 1903, celui-ci est classé bien culturel important du Japon.

## Mutsu Kokubun-ji
Les sept principaux bâtiments, la pagode, le bâtiment principal, la salle de lecture, l'entrepôt des sūtra, le Shōrō (beffroi), le réfectoire et le dortoir sont enfermés à l'intérieur d'un mur couvert de terre et accessibles par la porte principale (mon). Les fouilles ont révélé qu'il s'agissait d'un des plus importants kokubunji (temple provincial).